# Лапін Сергій Сергійович
Сергій Сергійович Лапін (нар. 17 грудня 1988, Дзержинськ, Нижньогородська область, Російська РФСР, СРСР) — український боксер. Майстер спорту України міжнародного класу.  

## Життєпис
Сергій Лапін народився 17 грудня 1988 року в Дзержинську Нижньогородської області Російської РФСР. Його батько — заслужений тренер України Сергій Юрійович Лапін.
Під керівництвом батька почав займатися боксом у Сімферополі. Разом з ним тренувався майбутній Олімпійський чемпіон Олександр Усик.
Ставав бронзовим призером чемпіонату України з боксу 2009, 2010 та 2012 років. На чемпіонаті України 2013 року Сергій Лапін став переможцем у ваговій категорії до 81 кг.
Представляв Крим на чемпіонаті Росії з боксу у 2016-му році.
В 2017 році став переможцем турніру пам'яті Педро Саеса Бенедикто, де отримав приз за найкращу техніко-тактичну підготовку.
Директор промоутерської компанії Usyk 17 Promotions, заснованої Олександром Усиком.

## Досягнення
- Чемпіон України: 2013
- Бронзовий призер чемпіонату України: 2009, 2010, 2012
- Володар Кубка України: 2012
- Переможець турніру Педро Саес Бенедикто: 2008, 2009, 2010, 2011, 2013, 2014, 2017
- Переможець турніру Фелікса Штама: 2012
- Переможець турніру найсильніших боксерів України: 2012
- Фіналіст чемпіонату світу за версією WSB: 2013

## Список поєдинків

### Напівпрофесійні поєдинки
| Дата       | Суперник             | Місце бою        | Результат |        |
| ---------- | -------------------- | ---------------- | --------- | ------ |
| 2009-03-20 | Сергій Дерев'янченко | Кривий Ріг       | Поразка   |        |
| 2010-02-12 | Олександр Гвоздик    | Суми             | Поразка   |        |
| 2010-12-10 | Людовік Грогюе       | Стамбул          | Поразка   |        |
| 2011-03-19 | Алі Мусаєв           | Барвіха          | Поразка   | [ 12 ] |
| 2012-03-25 | Сергій Новіков       | Варшава          | Перемога  |        |
| 2012-03-26 | Младен Манєв         | Варшава          | Перемога  |        |
| 2012-03-27 | Матеуш Труч          | Варшава          | Перемога  |        |
| 2012-05-19 | Олександр Гвоздик    | Херсон           | Поразка   |        |
| 2012-10-22 | Юрій Федотов         | Донецьк          | Перемога  |        |
| 2013-05-10 | Хрвоє Сеп            | Астана           | Поразка   | [ 13 ] |
| 2013-12-03 | Денис Солоненко      | Івано-Франківськ | Перемога  |        |
| 2013-12-07 | Олексій Новокшонов   | Івано-Франківськ | Перемога  |        |
| 2013-12-08 | Олександр Хижняк     | Івано-Франківськ | Перемога  |        |
| 2014-02-26 | Павло Силягін        | Софія            | Поразка   |        |

### Професійні поєдинки
| Дата       | Суперник          | Місце бою | Результат |        |
| ---------- | ----------------- | --------- | --------- | ------ |
| 2017-04-07 | Артавазд Маргарян | Москва    | Перемога  | [ 14 ] |